# Vitis mustangensis
Vitis mustangensis är en vinväxtart som beskrevs av Samuel Botsford Buckley. Vitis mustangensis ingår i släktet vinsläktet, och familjen vinväxter. Inga underarter finns listade i Catalogue of Life.